# Limnodynastidae
Famille
Synonymes
- Limnodynastinae Lynch, 1971

Les Limnodynastidae sont une famille d'amphibiens. Elle a été créée en 1969 par John Douglas Lynch.

## Répartition
Les espèces de ses genres se rencontrent en Australie, en Nouvelle-Guinée et aux îles Aru.

## Liste des genres
Selon Amphibian Species of the World (19 novembre 2016) :
- Adelotus Ogilby, 1907
- Heleioporus Gray, 1841
- Lechriodus Boulenger, 1882
- Limnodynastes Fitzinger, 1843
- Neobatrachus Peters, 1863
- Notaden Günther, 1873
- Philoria Spencer, 1901
- Platyplectrum Günther, 1863

## Taxinomie
Cette famille est parfois datée de 1971 ne prenant pas en compte la publication des Program. Final PhD Examination. Lynch dans sa publication de 1971 écrit lui-même new tribe.

## Publication originale
- Lynch, 1969 : Program. Final PhD Examination. Lawrence, Kansas, University of Kansas.
- Lynch, 1971 : Evolutionary relationships, osteology and zoogeography of Leptodactyloid frogs. Miscellaneous Publication, Museum of Natural History, University of Kansas, vol. 53, p. 1-238 (texte intégral).